# Adam McGeorge
Adam McGeorge (nascut el 30 de març de 1989) és un futbolista neozelandès que actualment juga pel Team Wellington del Campionat de Futbol de Nova Zelanda.

## Trajectòria per club
McGeorge inicià la seva carrera futbolística el 2007 amb l'equip jovenil del Waikato FC. El gener de 2008 va ser transferit a l'Auckland City.
Des del seu debut el 3 de febrer de 2008 contra el Waikato FC ha jugat en més de 60 partits pel club, marcant un total de 6 gols. McGeorge va formar part de la plantilla que se n'anà als Emirats Àrabs Units per a jugar en el Campionat del Món de Clubs de la FIFA de 2009. En aquell campionat els neozelandesos van ser capaços de vèncer l'Al-Ahli FC 2 a 0 el 9 de desembre, tot i que després perdrien contra el CF Atlante mexicà el 12 de desembre per un 0 a 3.
McGeorge fou transferit al Team Wellington en la temporada 2012-13.

## Trajectòria internacional
El 2012 McGeorge va jugar en tres partits per la selecció neozelandesa sub-23 en el torneig preolímpic de la Confederació de Futbol d'Oceania. Va capitanejar la selecció en tres dels quatre partits —contra les seleccions de Papua Nova Guinea (1–0), Vanuatu (3–2) i Fiji (1–0).
McGeorge va debutar pels «All Whites» en un partit amistós contra Hondures el 26 de maig de 2012 a Dallas (Estats Units). En aquell partit els neozelandesos guanyaren per un 1 a 0. Unes setmanes després, a causa de diverses lesions de jugadors de la selecció neozelandesa, McGeorge se n'anà a Salomó per a jugar en la Copa de Nacions de l'OFC de 2012.

## Palmarès
- Lliga de Campions de l'OFC (3): 2008-09, 2010-11, 2011-12.
- Campionat de Futbol de Nova Zelanda (1): 2008-09.